# 大阪市立大学
大阪市立大学（おおさかしりつだいがく、英語: Osaka City University）は、大阪府大阪市にある公立大学である。略称は市大（しだい・いちだい）、OCU。
2022年（令和4年）4月1日に大阪公立大学が開学（新設）したため、大阪公立大学開学前の学生（開学時の2年次生以上）の卒業、修了をもって廃止される予定である。

## 概要

### 大学全体
大阪市立大学は1928年（昭和3年）に大阪商科大学として設立された、現在では8学部11研究科を擁する公立文理総合大学である。平成29年度公立大学便覧によると、学生数は8,211人で日本の公立大学としては東京都立大学（学生数9,160人）に次ぐ2番目の規模である。また、旧制大阪商科大学は日本初の市立大学であり、国立の一橋大学、神戸大学と共に旧三商大の一つに数えられている。運営は2019年（平成31年）4月から公立大学法人大阪が行っており、2022年（令和4年）には大阪府立大学との統合が予定されている。
学部学生数6,554人、大学院学生数1,737人、計8,291人、教員数730人（2021年5月現在）。

### 建学の精神（理念）
沿革から、国ではなく市民が作り上げた大学という意識が強く、都市・大阪の発展に貢献する都市大学であることが強調されている。また、大阪商科大学が開学した際に当時の大阪市長関一が述べた「国立大学のコッピー（コピー）であってはならぬ」という言葉が有名である。また、2010年（平成22年）に策定された大阪市立大学憲章には建学の伝統として「自主独立」「自由進取」が挙げられている。

### 教育及び研究

#### 大学ランキング
大学公式サイトに記載されている大学ランキングについての情報は以下のとおりである。
『タイムズ・ハイアー・エデュケーション』（英国『タイムズ』紙系の教育専門誌）によるTHE世界大学ランキングに毎年ランクインしており、2019-2020 では、第801-1000位、アジア第185位、国内第29位である。
『世界大学学術ランキング』(ARWU)（Shanghai Ranking Consultancy（中国・上海市）が発行）では、2019年（令和元年）は第501-600位、国内第17-19位である。
『QS世界大学ランキング』（英国、クアクアレリ・シモンズ社）では、2019年（令和元年）は第541-550位、アジア第148位、国内第21位である。

#### 受賞
2021年（令和3年）12月31日時点、大阪市立大学に関係する人物でノーベル賞を受賞したのは、旧制大阪市立医科大学に1年間在籍した眞鍋淑郎、大学院時代に在籍した山中伸弥と理工学部で教鞭をとっていた南部陽一郎の3名である。

## 沿革

### 略歴

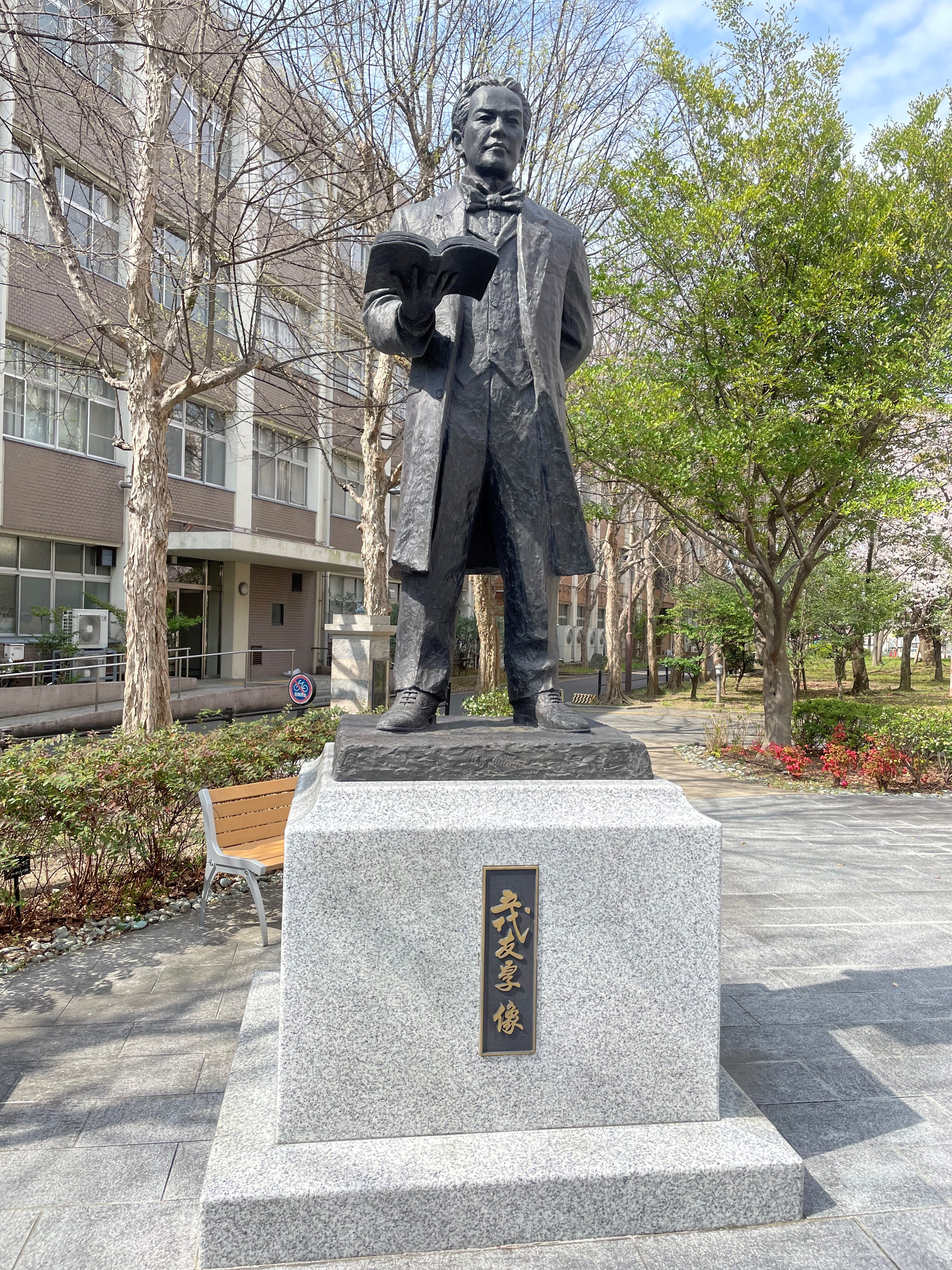
五代友厚像

五代友厚ら当時の大阪財界有力者によって1880年（明治13年）に創設された「大阪商業講習所」および同講習所を改組して設立した市立大阪商業学校が源流。東京高等商業学校（現一橋大学）に次ぐ2番目の官立高等商業学校誘致を神戸市と争って敗れた大阪市が1901年に市立大阪商業学校を改組して独自に大阪高等商業学校を設立した。この経緯から現在でも一橋大学、神戸大学とは旧三商大として交流がある。
その後、都市計画学者でもあった関一第7代大阪市長により、日本初の市立大学として1928年に学部・予科・高等商業部を持つ旧制大阪商科大学が誕生した。
1949年に大阪市が設置していた大阪商科大学・大阪市立都島工業専門学校・大阪市立女子専門学校を統合して新制大阪市立大学が発足、商・経済・法文・理工・家政の5学部を設置した。1953年には法文学部を法学部・文学部に、1959年には理工学部を理学部・工学部に分離した。また、1955年に大阪市立医科大学を編入し医学部を設置。1975年、家政学部を生活科学部に改称。2003年（平成15年）には独立研究科、創造都市研究科を設置し、8学部9研究科体制となる。2004年（平成16年）4月には、これまでの看護短期大学部が医学部看護学科に昇格。2006年（平成18年）4月から、公立大学法人大阪市立大学の設置運営する大学となった。2008年（平成20年）には看護学研究科を設置し、2018年（平成30年）には創造都市研究科を基礎とした改組により、独立研究科都市経営研究科を設置、（旧課程としての創造都市研究科が終了するまで）現在の8学部11研究科体制となる。2019年（令和元年）には大阪府立大学との統合を見据えて運営法人を公立大学法人大阪に統合した。

大阪市立大学の公式サイトでは創立年を1949年としているが、大学が発行している公的な大学史である「大阪市立大学百年史 全学編　上巻」（1987年　大阪市立大学百年史編集委員会）では大学の創立を1880年としている。また、大学の設置に関しては新制大学となった1949年を起点としているため、本稿でも同書の公式見解を元に創立年を1880年、設置年を1949年とする。

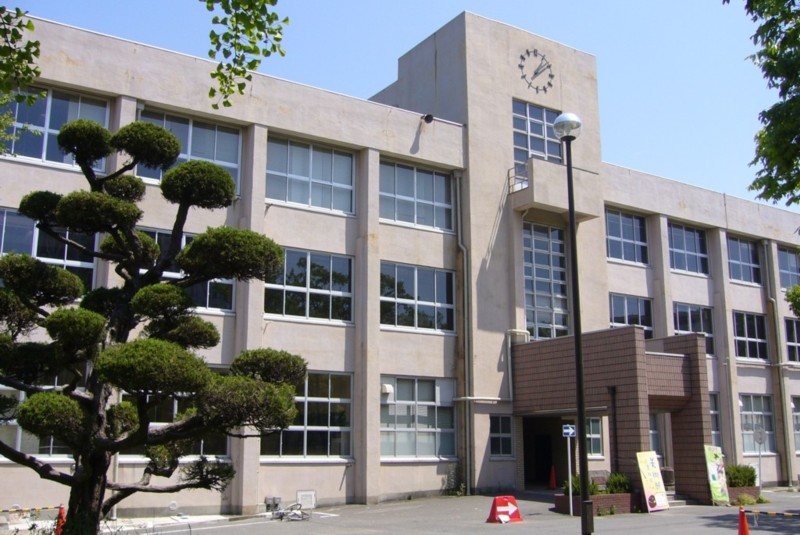
2号館（旧制大阪商科大学予科校舎）

### 年表
- 1880年（明治13年） - 大阪商業講習所設立。
- 1885年（明治18年） - 府立大阪商業学校に改称。
- 1889年（明治22年） - 市立大阪商業学校に改称。
- 1901年（明治34年） - 市立大阪高等商業学校設立。
- 1919年（大正08年） - 大阪市立高等商業学校に改称。
- 1928年（昭和03年） - 旧制大阪商科大学設立。
- 1949年（昭和24年） - 新制大阪市立大学発足、商・経済・法文・理工・家政の5学部を設置。
- 1953年（昭和28年） - 法文学部を法学部と文学部に分離。
- 1955年（昭和30年） - 大阪市立医科大学を編入し、医学部を設置。
- 1959年（昭和34年） - 理工学部を理学部と工学部に分離。
- 1975年（昭和50年） - 家政学部を生活科学部に改称。
- 1992年（平成04年） - 医学部附属病院の建替え完了。
- 1996年（平成08年） - 学術情報総合センター竣工。
- 2003年（平成15年） - 独立研究科「創造都市研究科」を設置。
- 2004年（平成16年） - これまでの看護短期大学部が医学部看護学科に昇格。
- 2006年（平成18年） - 公立大学法人大阪市立大学の設置運営する大学となる。
- 2008年（平成20年） - 看護学研究科を設置し、現在の8学部10研究科体制となる。
- 2009年（平成21年） - 工学部の学科を再編。
- 2010年（平成22年） - 商学部、経済学部、法学部、文学部の第2部（夜間）の募集を停止。
- 2018年（平成30年） - 独立研究科「創造都市研究科」を基礎とした改組により、独立研究科「都市経営研究科」を設置。
- 2019年（平成31年） - 公立大学法人大阪市立大学が公立大学法人大阪府立大学と統合し、公立大学法人大阪が発足。
- 2022年（令和04年） - 大阪府立大学と統合し、上記法人が運営する大阪公立大学が開学した。これに伴い大阪市立大学は2021年度入学生を以て募集停止となったが、在校生が卒業・修了するまでは大阪市立大学は存在する。

## 基礎データ

### 所在地
- 杉本キャンパス（大阪府大阪市住吉区）
- 阿倍野キャンパス（大阪府大阪市阿倍野区）
- 梅田サテライト（大阪府大阪市北区）

### 象徴

#### 学章
商神マーキュリーの羽翼（旧制大阪商科大学の伝統を表す）と大阪市章（澪標）とに大学の二文字を組み合わせたもので、1962年に制定された。

#### シンボルマーク・スローガン
1号館をモチーフにデザインされたものが2006年に決定された。なお、このシンボルマークは広報用であり、学章とは併用して用いられている。また、これと同時に「都市で学び、夢をつかむ」というスローガンも制定された。なおシンボルマークに使用されているワシントンヤシは、2017年6月に伐採され、現存していない。

#### シンボルカラー
シンボルカラー（スクールカラー）は3色設定されている。体育会などで従来使用されてきたえんじ色がファーストカラー、青がセカンドカラー、灰色がサブカラーである。

#### 本館（1号館）
1934年に竣工した鉄筋コンクリート造の大阪市立大学を象徴する建物である。旧制官立三商大の一つであった大阪商科大学時代に本館として建造された。モダニズム建築の特徴をよく表しており、国の登録有形文化財でもある。2019年現在でも教室や事務室として利用されている。

#### 学歌
伝統的に愛校心を強調する校風でなく、スポーツ対外戦がさほど強い訳でもないため、学生に広く浸透した歌はない。また、校歌を持たない。
- 学生歌
  - 『聞けや大和の清流に』という題名がある。この「大和」とは大和川のこと。作詞者不詳、平井保喜作曲[12]。1940年に旧制大阪商科大学グリークラブ内で作られた愛唱歌。第二次世界大戦後、杉本校舎返還を希望する意味も込めて、校歌の代用として歌われるようになった。曲はJASRAC管理楽曲となっている。
- 逍遥歌
  - 代表的に歌われる逍遥歌は、旧制大阪商科大学時代の逍遥歌「桜花爛漫」。作者不詳。

## 大阪府立大学との統合
大阪府知事や大阪市長らをメンバーとする大阪府市統合本部において、大阪府立大学との統合が議論されており、2013年1月、外部有識者からなる「大阪府市新大学構想会議」が「新大学構想〈提言〉」を出した。提言によると、両大学を取り巻く現状について、国際的な大学間競争が激化する中で、両大学とも規模も小さく（ただし、上述の通り大阪市立大学は、日本国内公立大学の中では最も規模が大きい）、このままでは埋没しかねないと指摘している。そして、市立大の工学部と府立大の工学域など、両大学で重複する分野を見直し、今後集中すべき分野や補強が必要な分野に人的資源を再配分することも必要だとしている。新大学は、文学部、法学部、商学部、経済学部、理学部、地球未来理工学部、獣医学部、看護学部、医学部、工学域、生命環境科学域、現代システム科学域、人間科学域、都市経営研究科で構成される構想である。学生数を単純合計すると、全国の公立大学で最大規模となる。
当初は2016年度の統合を目指していたが、2014年4月25日、延期が発表された。
その後、2015年2月に両大学間で『「新・公立大学」大阪モデル（基本構想）』が取りまとめられた。2017年4月1日に両大学の法人統合に向けた「新法人設立準備室」を設置。両大学の運営法人を2019年4月に統一する関連議案が大阪府議会で2017年11月8日に可決、大阪市議会でも2018年2月23日に可決された。
2019年4月1日、両法人の統合により新しく公立大学法人大阪が発足。2022年4月1日、統合法人が設置する新大学が開設する。新名称は「大阪公立大学」が用いられる。
なお、大阪市立大学の学生（2021年度時点で1年次生以上）が在籍する間、大阪市立大学は引き続き存続する。2022年度から2025年度までの大阪市立大学の学長予定者は大阪公立大学学長予定者と兼任する。

## 教育および研究

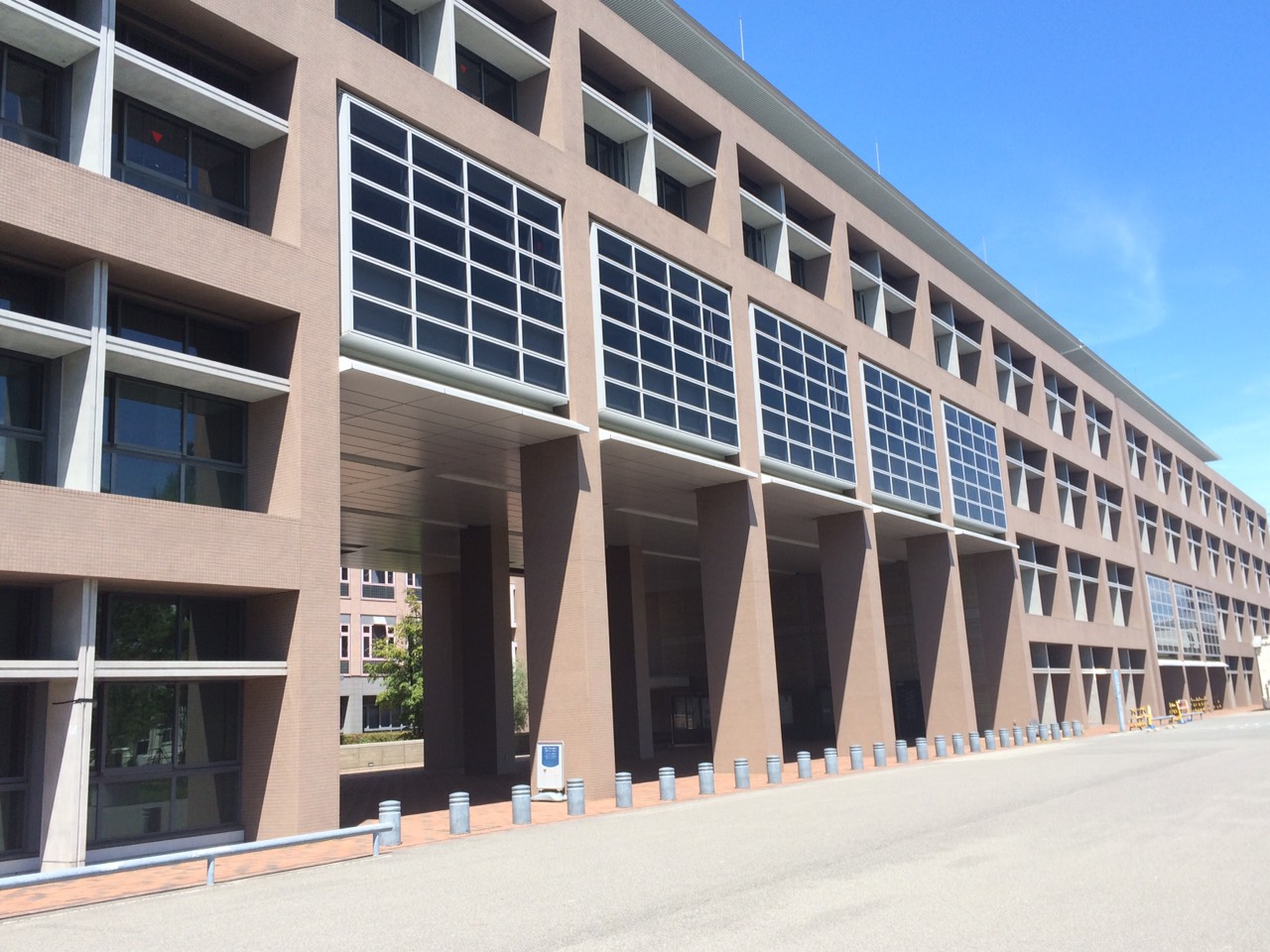
全学共通教育棟(8号館)

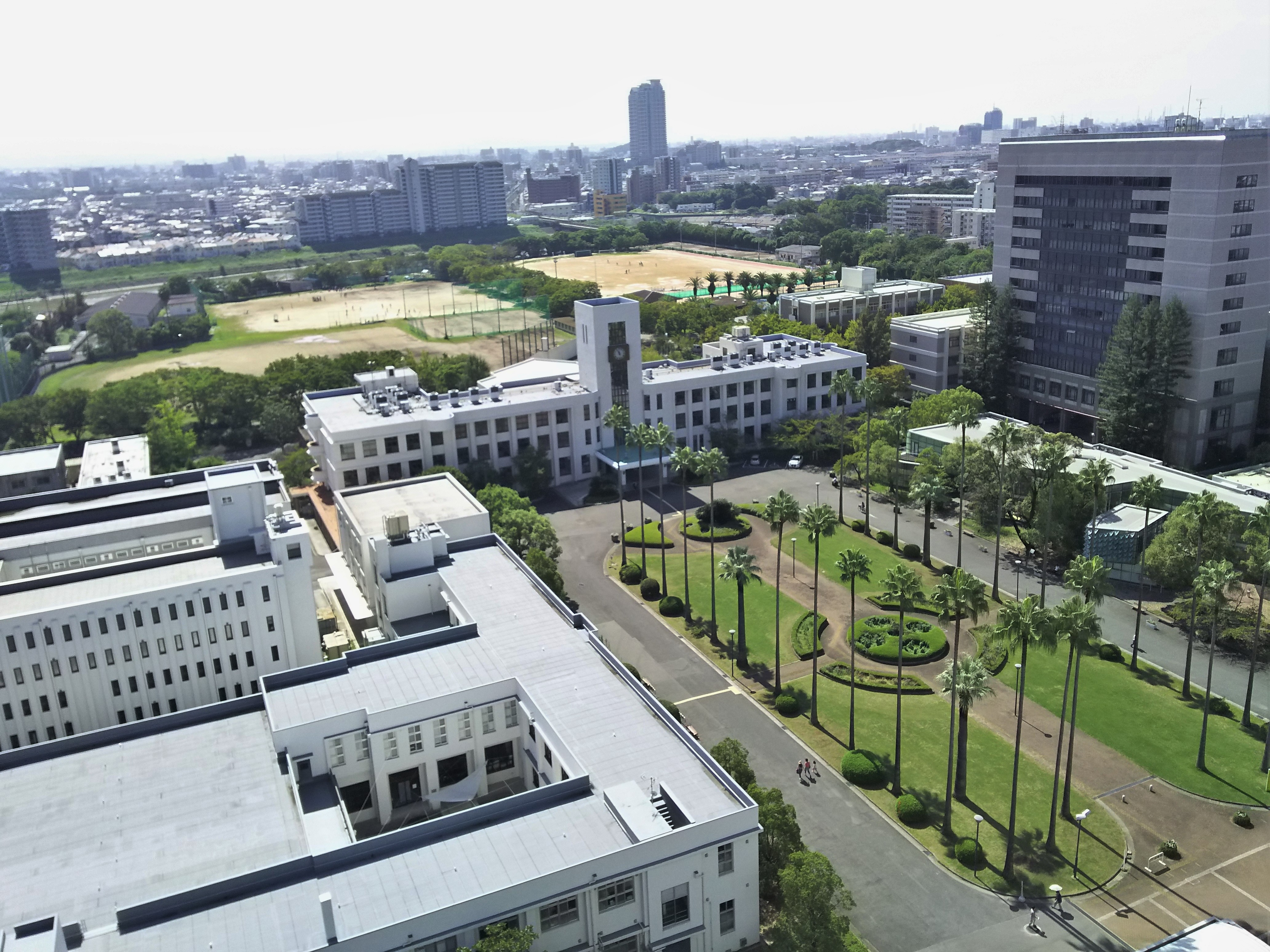
杉本キャンパス本館地区
注: 本館前に存在していたワシントンヤシの木は、2017年6月に伐採され、現在は存在していない。

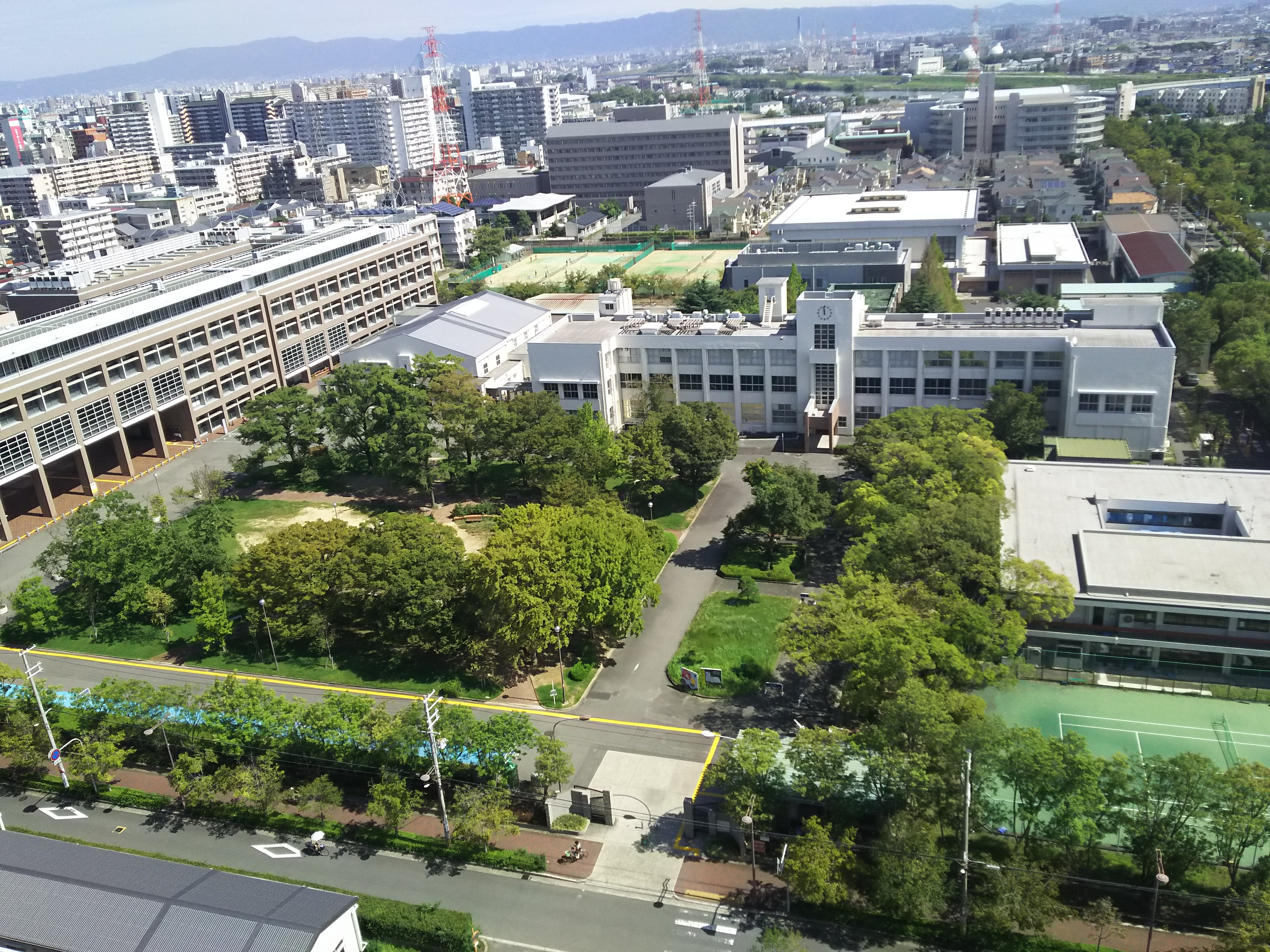
杉本キャンパス旧教養地区

### 組織

#### 学部
部門、講座は、大阪市立大学学則による。
- 商学部
  - 商学科
  - 公共経営学科

- 経済学部
  - 経済学科

　　　　　　部門：経済理論部門、経済統計論部門、経済史部門、経済政策論部門、経済構造論部門、国際経済論部門
- 法学部
  - 法学科
    - 司法コース
    - 行政コース
    - 企業・国際コース

　　　　　　部門：基礎法学、公法、私法、社会法、国際関係・外国法、政治・行政学
- 文学部
  - 哲学歴史学科[30]
    - 哲学コース[31]
    - 日本史コース[32]
    - 世界史コース[33]

  - 人間行動学科[34]
    - 社会学コース[35]
    - 心理学コース[36]
    - 教育学コース[37]
    - 地理学コース[38]

  - 言語文化学科[39]
    - 国語国文学コース[40]
    - 中国語中国文学コース[41]
    - 英米言語文化コース[42]
    - ドイツ語フランス語圏言語文化学コース[43]
      - ドイツ語圏言語文化領域
      - フランス語圏言語文化領域[38]

  - 文化構想学科
    - 表現文化コース
    - アジア文化コース
    - 文化資源コース
- 理学部
  - 数学科
講座：数理構造論、数理解析学
  - 物理学科
講座：基礎物理学、宇宙・高エネルギー物理学、物性物理学
  - 化学科
講座：物理化学、無機化学、有機化学
  - 生物学科
講座：生物分子機能学、生体機能生物学、自然誌機能生物学
  - 地球学科
講座：環境地球学、地球物質進化学
- 工学部[44]
  - 機械工学科[45]
研究分野：熱工学、生産加工工学、材料数理工学、流体工学、材料機能工学、材料知能工学、材料物性工学（化学部門）、機械力学、ロボット工学、動力システム工学、機械工作室[46]、応用数学（数学部門）[46]
講座：機械工学、知的材料工学
  - 電子・物理工学科
研究分野：波動物理工学、電磁気学、物性制御工学、材料計測工学、光物性工学、ナノマテリアル工学、応用分光計測学、数理工学
講座：電気工学、応用物理学
  - 電気情報工学科
研究分野：電磁デバイス工学、知識情報処理工学、情報ネットワーク工学、情報システム工学、情報処理工学、マルチメディア工学、光電子工学、通信システム工学
講座：電気工学、応用物理学、情報工学
  - 化学バイオ工学科
研究分野：無機工業化学、有機工業化学、高分子化学、工業物理化学、材料化学、生体機能工学、生物分子工学、生物化学工学、細胞工学、生体材料工学
講座：応用化学、バイオ工学
  - 建築学科
研究分野：建築構法及び材料、建築計画、建築デザイン、建築防災、建築構造学、コミュニティデザイン、空間図形科学、建築環境工学
講座：建築学、都市基盤工学、環境都市工学
  - 都市学科
研究分野：地盤工学、都市基盤計画、都市リサイクル工学、地域環境計画、環境図形科学、構造及びコンクリート工学、河海工学、環境水域工学、環境都市計画、応用構造工学（橋梁工学）
講座：建築学、都市基盤工学、環境都市工学
- 医学部
  - 医学科（6年制）
講座[47]：分子生体医学[48]、都市医学[49]、老年医科学[50]、臓器器官病態内科学[51]、病態診断・生体機能管理医学[52]、生殖発達医学[53]、臓器器官病態外科学[54]、感覚・運動機能医学[55]、医療管理医学[56]
  - 看護学科
講座：看護学[57]
- 生活科学部
  - 居住環境学科
    - 講座：居住環境学[58]

  - 食品栄養科学科
    - 講座：食品栄養科学[59]

  - 人間福祉学科
    - 講座：人間福祉学[60]
      - 社会福祉コース
      - 心理臨床コース

#### 研究科
- 経営学研究科（前期博士課程・後期博士課程）
  - グローバルビジネス専攻
- 経済学研究科
  - 現代経済学専攻[61]
    - 一般コース（前期博士課程・後期博士課程）
    - 修士専修コース（修士課程）
- 法学研究科
  - 法学政治学専攻（前期博士課程・後期博士課程）
  - 法曹養成専攻（専門職学位課程、法科大学院）
- 文学研究科[62]（前期博士課程・後期博士課程）
  - 哲学歴史学専攻
    - 哲学専修
    - 日本史学専修
    - 東洋史学専修
    - 西洋史学専修

  - 人間行動学専攻
    - 社会学専修
    - 心理学専修
    - 教育学専修
    - 地理学専修

  - 言語文化学専攻
    - 国語国文学専修
    - 中国語中国文学専修
    - 英語英米文学専修
    - ドイツ語フランス語圏言語文化学専修
    - 言語応用学専修
    - 表現文化学専修

  - アジア都市文化学専攻
- 理学研究科（前期博士課程・後期博士課程）
  - 数物系専攻
    - 講座[63]：数理構造論、数理解析学、基礎物理学、宇宙・高エネルギー物理学、物性物理学

  - 物質分子系専攻
    - 講座[64]：創成分子科学、機能分子科学

  - 生物地球系専攻
    - 講座[65]：生物分子機能学、生体機能生物学、自然誌機能生物学、環境地球学、地球物質進化学
- 工学研究科（前期博士課程・後期博士課程）
  - 機械物理系専攻[66]
  - 電子情報系専攻[67]
  - 化学生物系専攻[68]
  - 都市系専攻[69]
- 医学研究科
  - 医科学専攻[70]
  - 基礎医科学専攻（4年制博士課程）
    - 大講座
分子生体医学[71]、都市医学[72]、老年医科学[73]

  - 臨床医科学専攻（4年制博士課程）
    - コース[74]
      - がん薬物療法専門医養成コース
      - 腫瘍外科専門医養成コース
      - がん臨床研究指導者養成コース
      - 放射線腫瘍専門医養成コース
      - 医学物理士養成コース

    - 大講座
臓器器官病態内科学[75]、病態診断・生体機能管理医学[76]、生殖発達医学[77]、臓器器官病態外科学[78]、感覚・運動機能医学[79]、医療管理医学[80]
- 看護学研究科
  - 看護学専攻[81]（前期博士課程）
    - 修士論文コース
      - 生活看護学分野
研究領域：看護管理・基礎看護学、公衆衛生看護学、老年看護学、在宅看護学
      - 臨床看護学分野
研究領域：がん・急性看護学、感染・慢性看護学、精神看護学、母性看護学、成育看護学

    - CNCコース
      - 研究領域は生活看護学分野の老年看護学のみ

  - 看護学専攻（後期博士課程）
    - 研究領域[82]：生活看護支援システム領域（地域）、生活看護支援システム領域（老年）、生活看護支援システム領域（在宅）、生活看護支援システム領域（精神）、生活看護支援システム領域（母性）、生活看護支援システム領域（生育）、がん看護支援領域、感染看護支援領域、看護支援基礎科学領域
- 生活科学研究科[83]（前期博士課程・後期博士課程）
  - 生活科学専攻
    - 食・健康科学講座
      - 食・健康科学コース

    - 居住環境学講座
      - 居住環境学コース

    - 総合福祉・心理臨床科学講座
      - 総合福祉科学コース
      - 臨床心理学コース
- 創造都市研究科　【2018年に募集停止、改組前の部局の旧課程】
  - 都市ビジネス専攻（修士課程）　　※　募集停止
    - アントレプレナーシップ研究分野
    - システム・ソリューション研究分野
    - アジア・ビジネス研究分野

  - 都市政策専攻（修士課程）　　※　募集停止
    - 都市経済・地域政策研究分野
    - 都市公共政策研究分野
    - 都市共生社会研究分野

  - 都市情報学専攻（修士課程）　　※　募集停止
    - 知識情報基盤研究分野
    - 情報システム創成研究分野

  - 創造都市専攻（博士課程）　　※　募集停止
    - 都市政策研究領域
    - 国際地域経済研究領域
    - 事業創造研究領域
    - 共生社会創造研究領域
    - 都市情報環境研究領域
- 都市経営研究科　【2018年より、創造都市研究科の改組後の後継の新部局】
  - 都市経営専攻（博士前期（修士）課程）
    - 都市政策・地域経済コース
    - 都市行政コース
    - 都市ビジネスコース
    - 医療・福祉イノベーション経営コース

  - 都市経営専攻（博士後期課程）（コースはないが前期課程に対応した以下の４領域がある）
    - 都市政策・地域経済領域
    - 都市行政領域
    - 都市ビジネス領域
    - 医療・福祉イノベーション経営領域

#### 附属機関[84]

##### 附置研究所
- 数学研究所
- 南部陽一郎物理学研究所

##### 学部附属施設

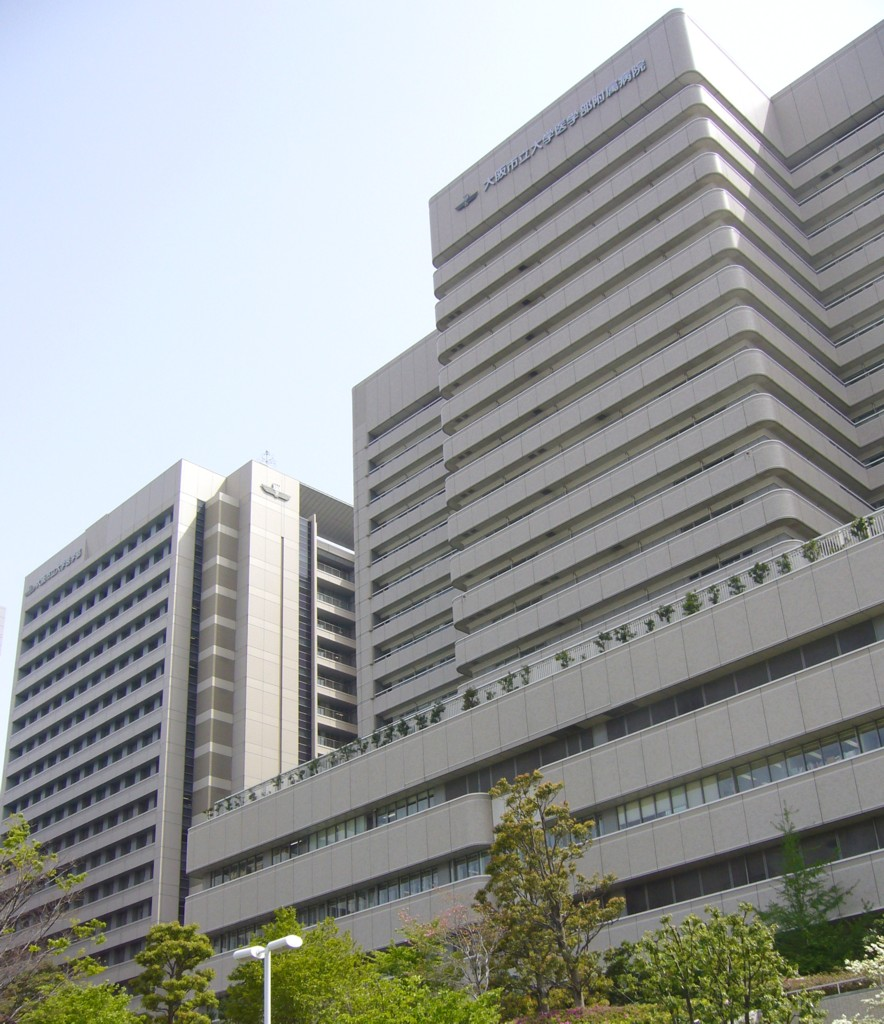
医学部附属病院と医学部校舎

- 理学部附属植物園

- 医学部附属病院
- 医学部附属刀根山結核研究所

##### その他

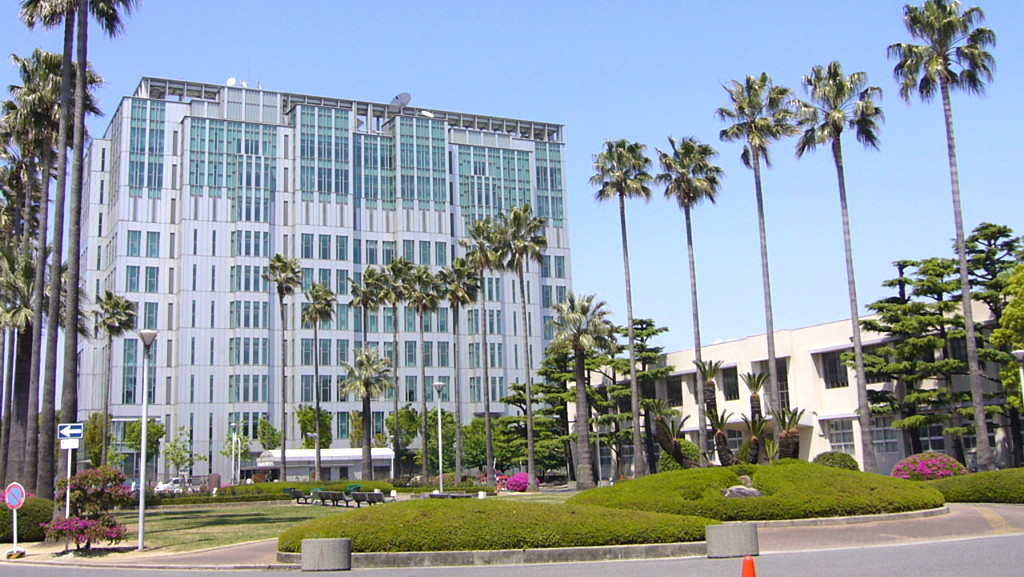
学術情報総合センター

- 都市防災教育研究センター
大阪の防災教育・防災研究の推進のために2015年3月に開設。
- 人工光合成研究センター
- 都市健康・スポーツ研究センター
1965年(昭和40年)12月に教養部保健体育科として設置されたのち、2002年(平成14年)10月に都市健康・スポーツ研究センターとなる。
- 人権問題研究センター
- 健康科学イノベーションセンター
大阪市立大学で行われてきた健康科学に関する研究成果を広く発信し、新たなイノベーションを起こす起点として開設された。
- 大学教育研究センター
- 都市研究プラザ
- 証券研究センター
- 英語教育開発センター
- 複合先端研究機構

- 学術情報総合センター
大学図書館、大学情報化の拠点、大学情報処理教育という3つの機能を統合したインテリジェントビルとして1996年（平成8年）に開館。地上10階、地下4階の14階建てで住吉区内では最も高い建物である。5階にはPCルームとラーニングコモンズ、10階には国際会議や学会で使用される最大276名収容の大会議室があり、屋上庭園からはあべのハルカスをはじめとする大阪のビル群を一望できる。
- 情報基盤センター
- URAセンター
- 文化交流センター
- 基礎教育実験棟
- 研究基盤共用センター
- 杉本地区RI施設
- 工作技術センター
- 大学史資料室
- 保健管理センター
- 田中記念館
- 高原記念館
- 杉の子保育園
教員および学生が安心して教育・研究と育児の両立をはかることを目的とし、2009年（平成21年）に開設された保育園。

## 研究

### 21世紀COEプログラム
21世紀COEプログラムの採択数は3件だった。
- 2002年
学際・複合・新領域
都市文化創造のための人文科学的研究の拠点
- 2003年
数学、物理学、地球科学
結び目を焦点とする広角度の数学拠点の形成
- 2004年
革新的な学術分野
疲労克服研究教育拠点の形成

### グローバルCOEプログラム
グローバルCOEプログラムの採択数は1件だった。
- 2007年
学際・複合・新領域
文化創造と社会的包摂に向けた都市の再構築

## 学生生活

### 学園祭

#### 新入生歓迎祭
毎年4月中旬に「ふたば祭」（2006年よりこの名称）が開催される。

#### 学園祭
毎年11月上旬に「銀杏祭」（ぎんなんさい）が開催される。銀杏祭では仮装コンテスト、無料のプロコンサート、お笑い芸人によるライブなどが行われる。

#### 大阪市立大学ボート祭
1889年の大阪商業学校第一回水上運動会に端を発するボートレース。毎年5月下旬の2日間、大川（旧淀川）で運動系サークル、文化系サークル、ゼミ/研究室、市民などの部門に分かれナックル・フォアによるトーナメントが行われる。

### スポーツ

#### 府大戦
毎年6月上旬に大阪府立大学とスポーツで対戦する。

#### 三商戦
毎年6月に「三商戦」（さんしょうせん）と呼ばれる体育会系部活動によるスポーツ対抗戦が開催される。三商とは、戦前に三校しか存在しなかった旧制商科大学の流れを汲む一橋大学（旧制東京商科大学）、神戸大学（旧制神戸商業大学）、大阪市立大学（旧制大阪商科大学）の三校を指す。同じく毎年11月には、文科系ゼミにおいて三大学間で学問研究を討論する「三商ゼミ」が開催される。

## 大学関係者と組織

### 大学関係者組織

#### 同窓会
数多くの大学が統合してできているという大学の性質上、新制大学が設立された1949年以来50年以上にわたって学部ごとの同窓会のみが存在していた。全学同窓会が設立されたのは2012年であり、初代会長には卒業生で元学長の児玉隆夫が就任した。傘下には従来から存在した有恒会（文系4学部）、理学部同窓会、工学部同窓会、医学部同窓会、生活科学部同窓会、看護系同窓会が引き続き活動している。

## 施設

### キャンパス

#### 杉本キャンパス
- 使用学部：医学部を除く全学部
- 使用研究科：医学研究科、看護学研究科、都市経営研究科、創造都市研究科を除く7研究科
- 使用附属施設：研究所・研究センターの全て、学術情報総合センター、都市研究プラザ、基礎教育実験棟、田中記念館、高原記念館、杉の子保育園など
- 最寄駅：JR阪和線杉本町駅隣接、地下鉄御堂筋線あびこ駅より西へ徒歩15分

杉本キャンパスは道路を挟んで本館地区、旧教養地区、理工地区の3つに分かれている。

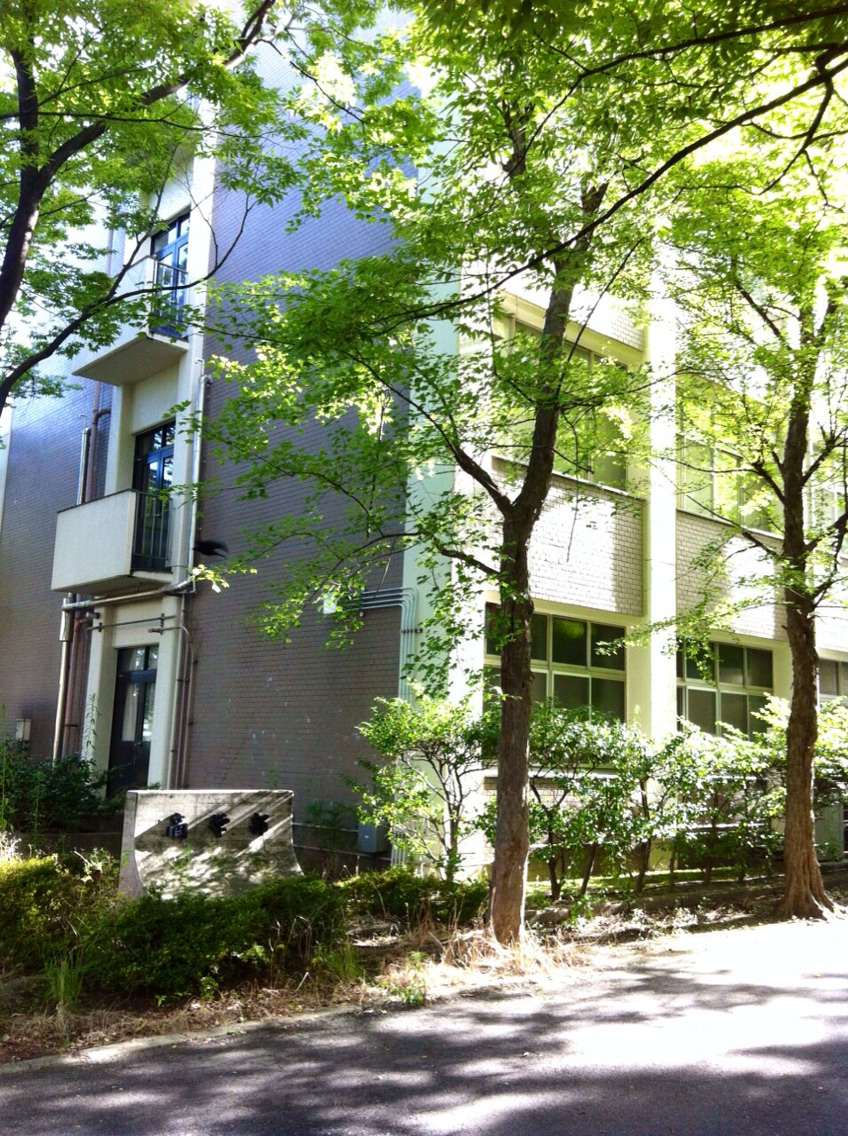
商学部棟
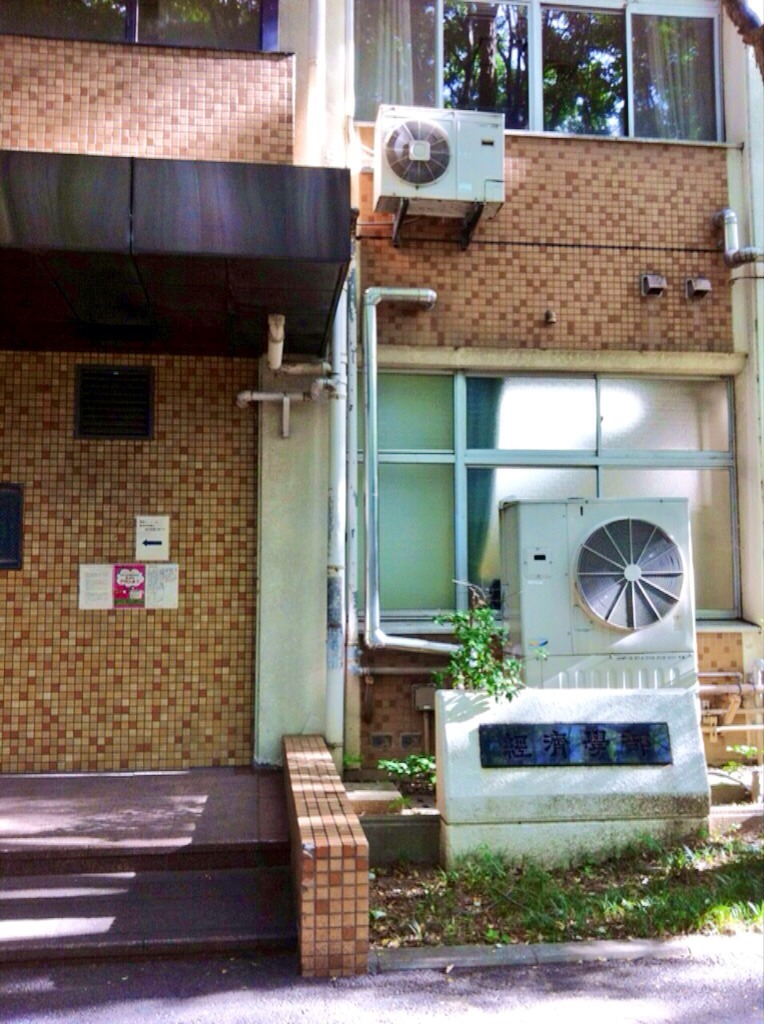
経済学部棟
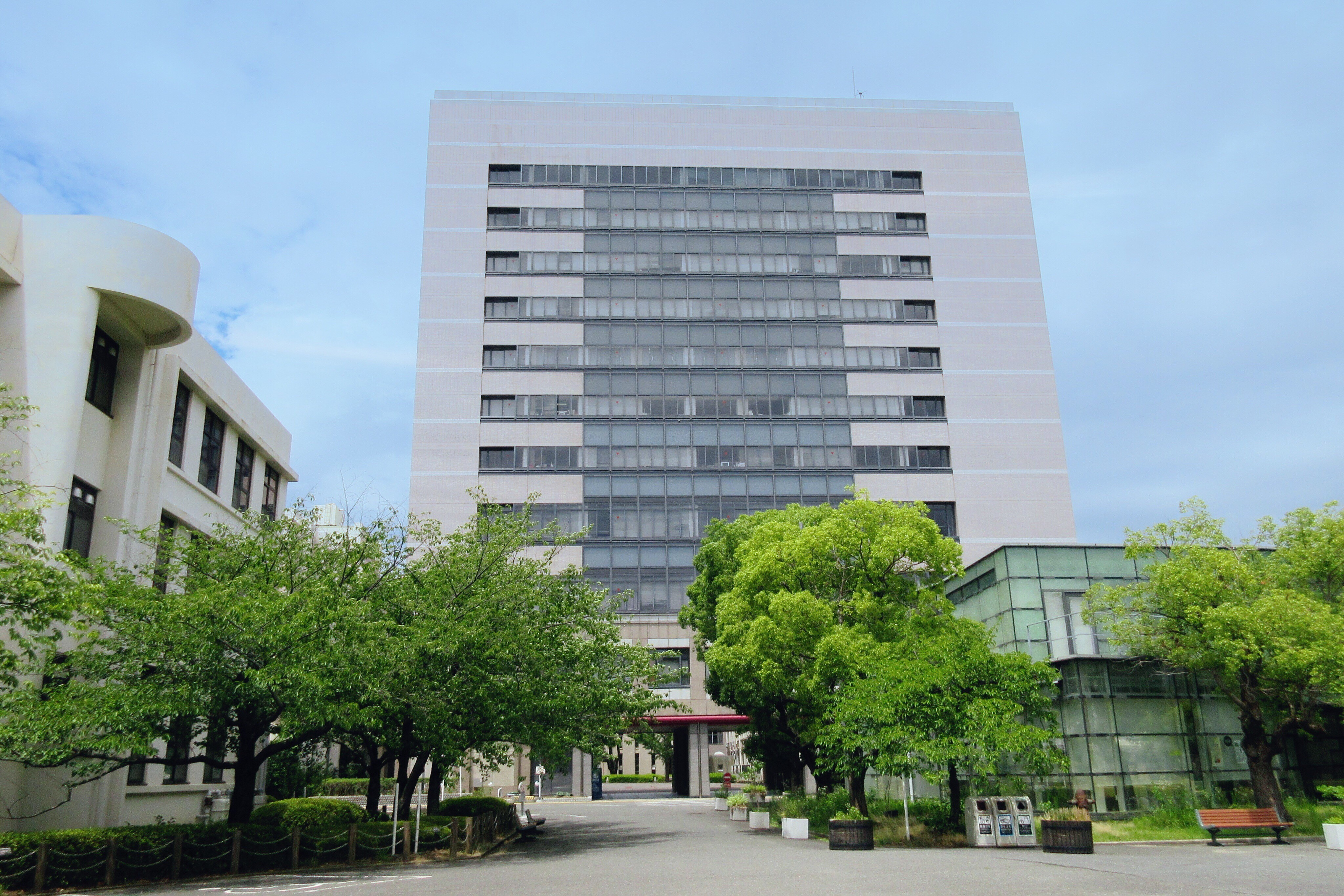
法学部棟
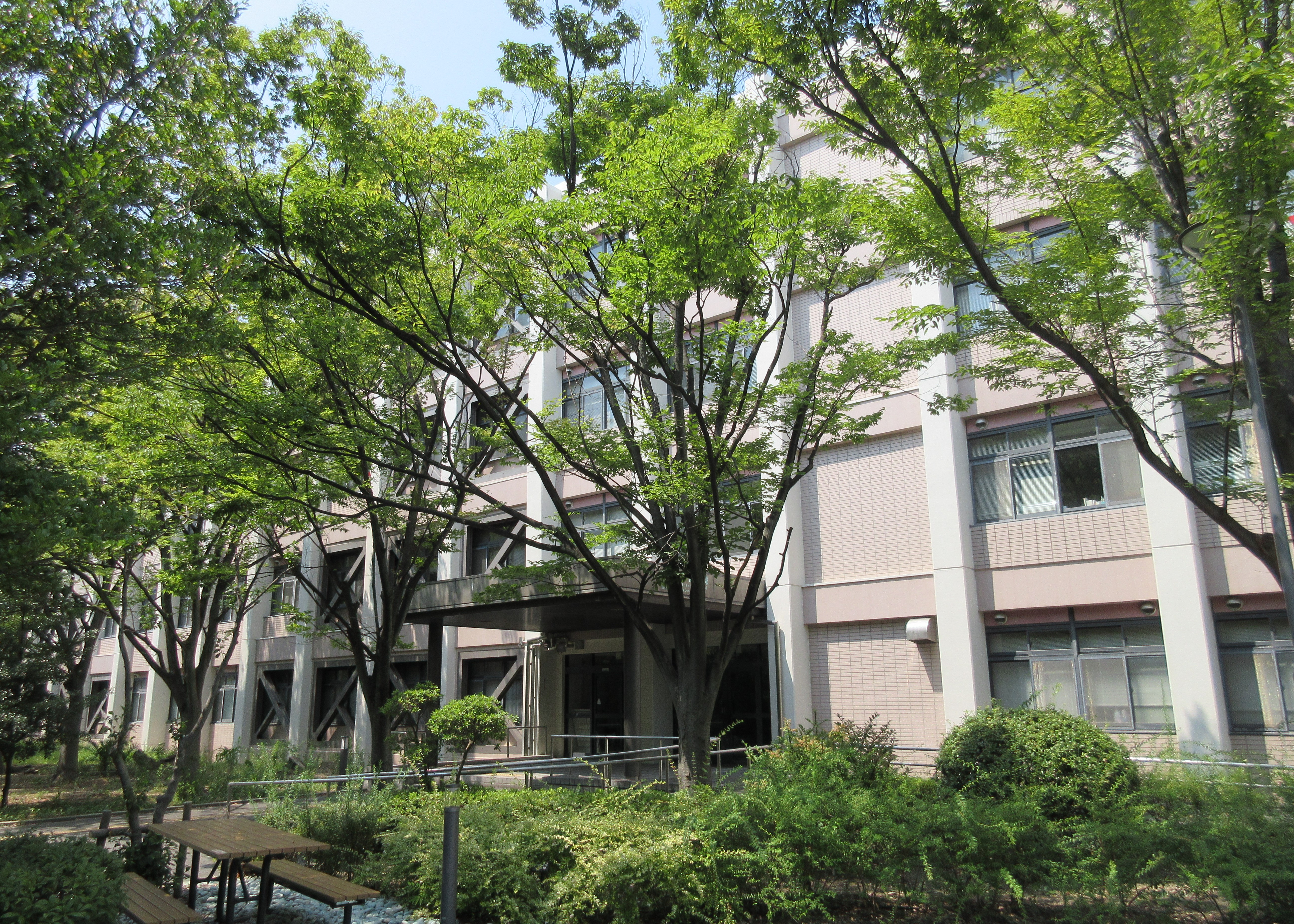
文学部棟
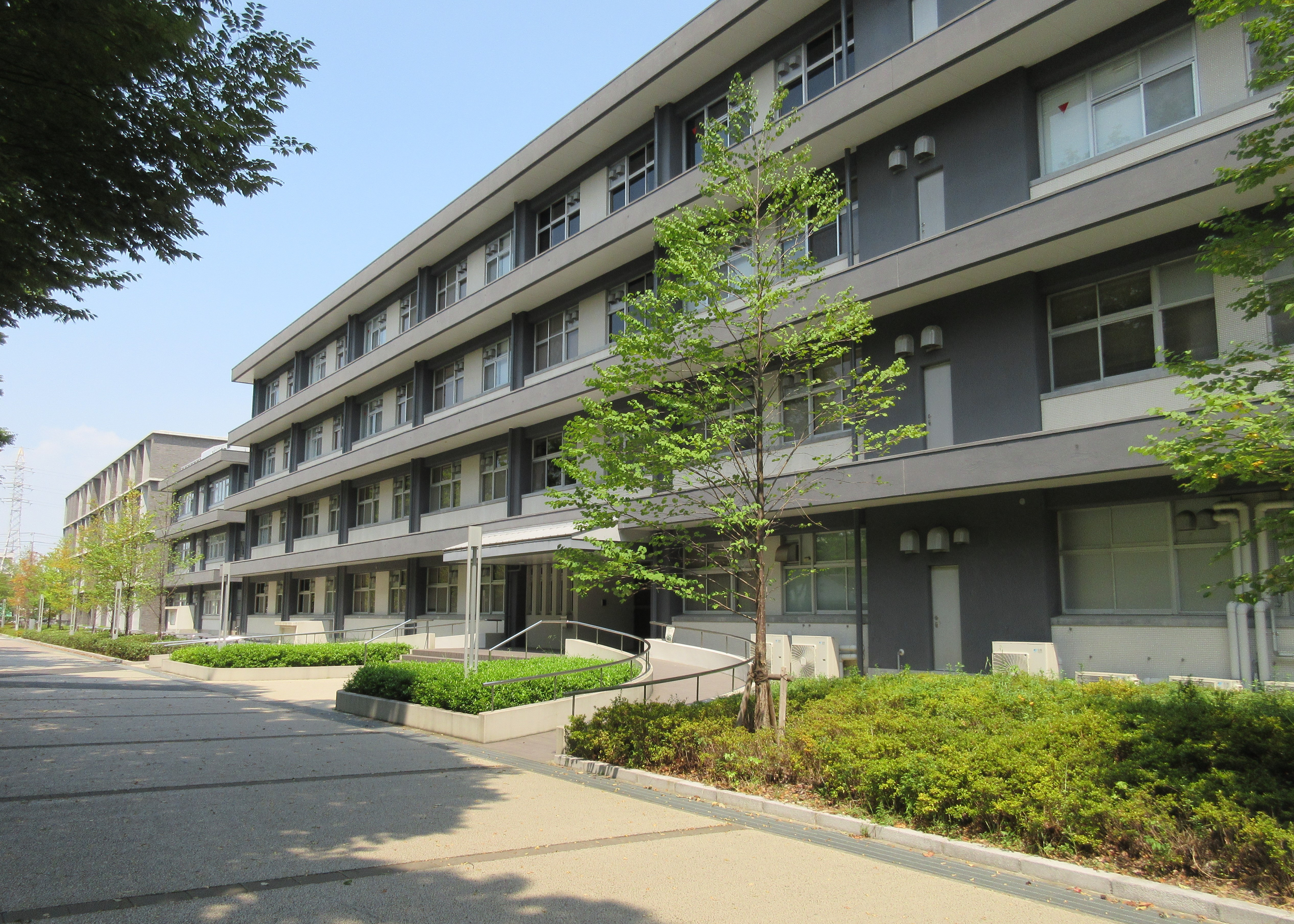
理学部棟
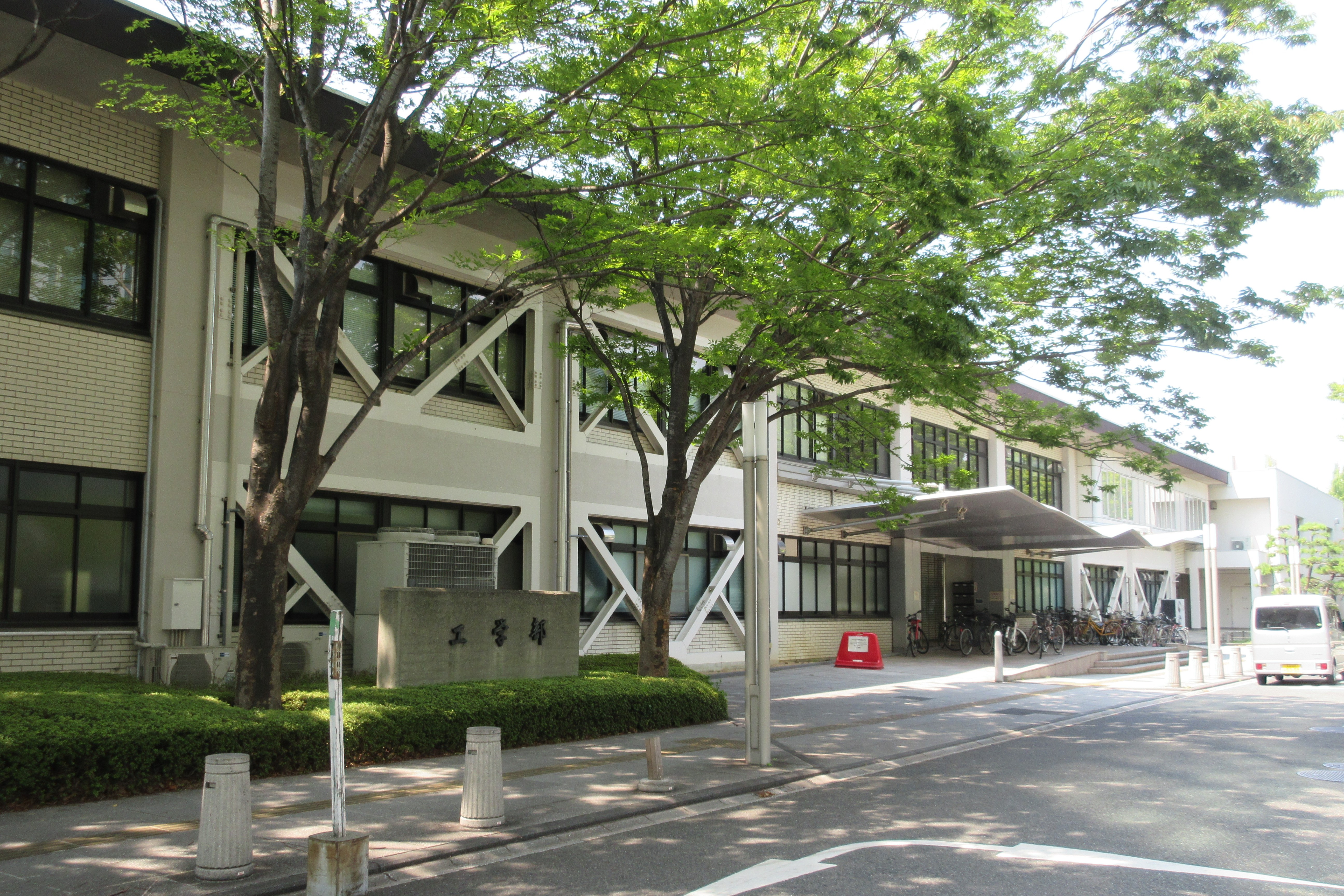
工学部棟前
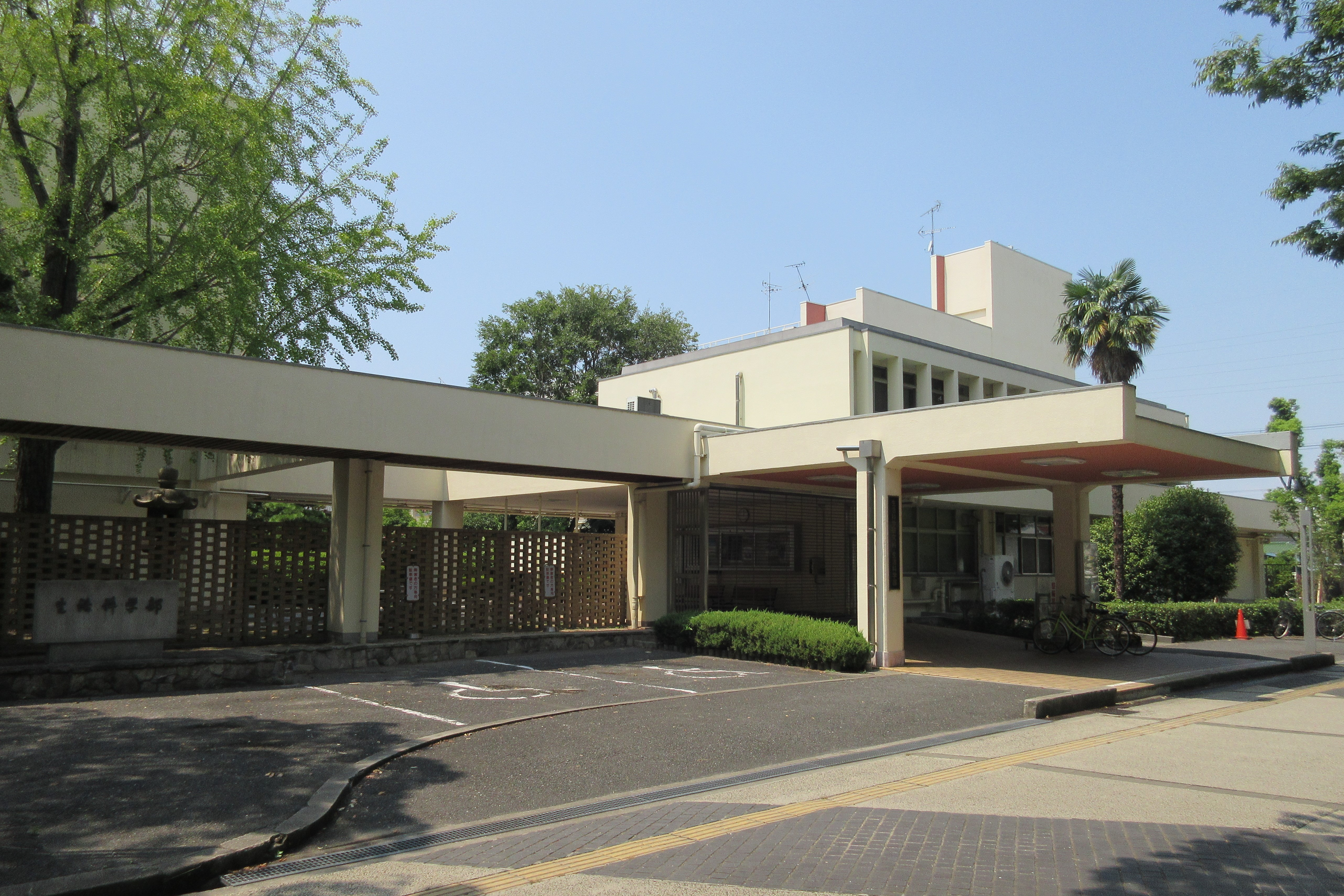
生活科学棟

##### 本館地区

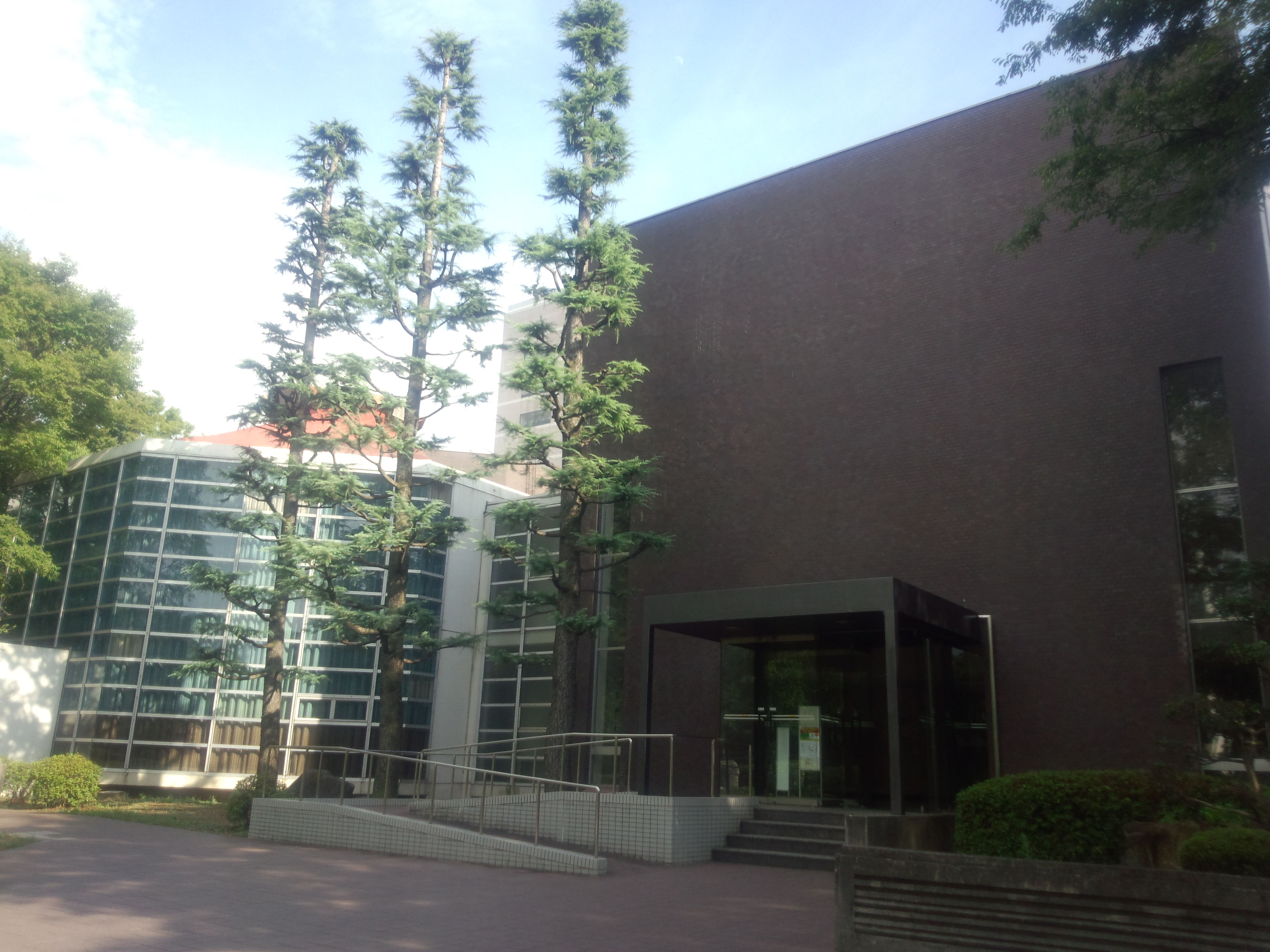
田中記念館

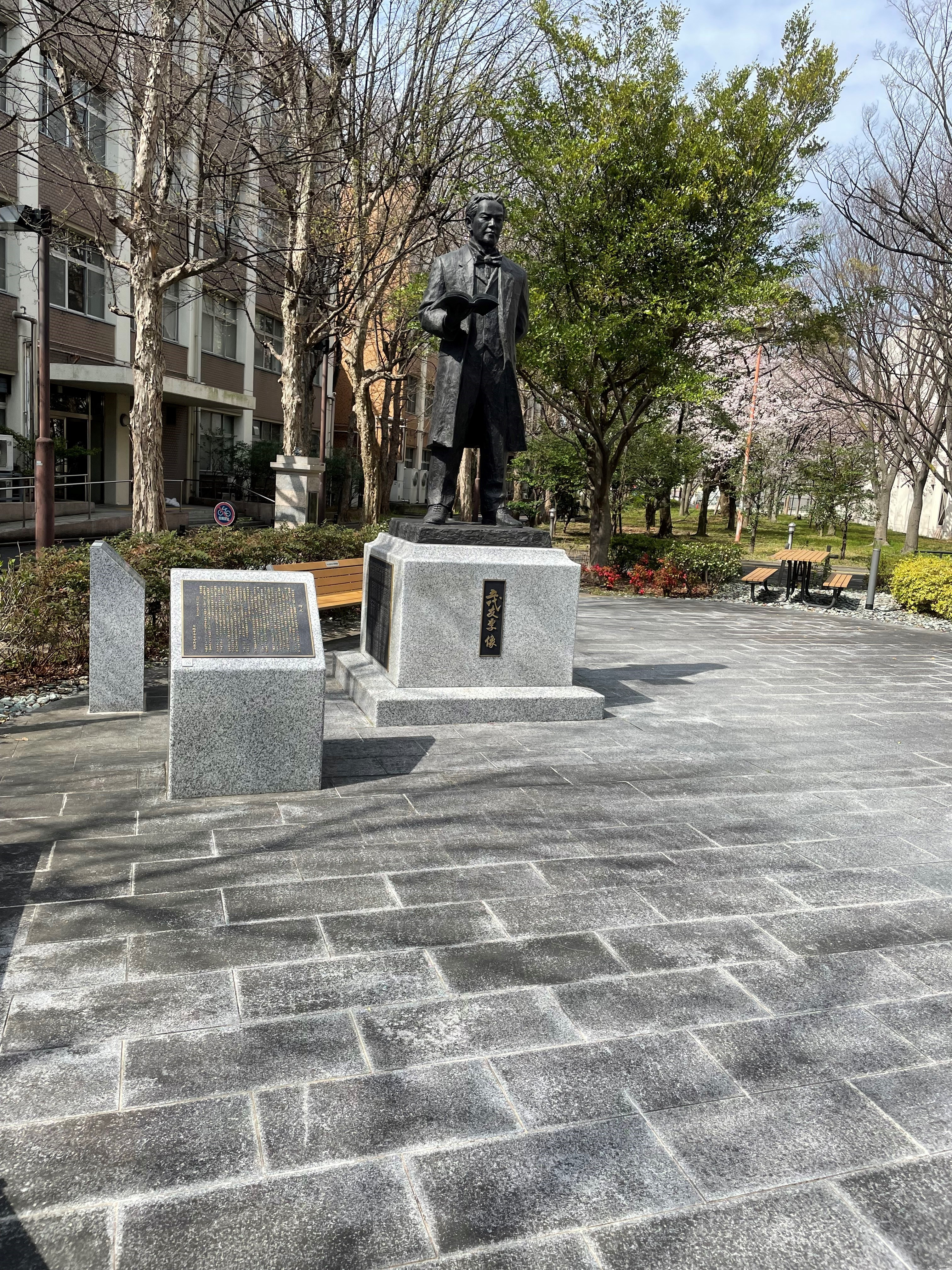
五代スクエア(五代友厚像とその周辺）

- 1号館
- 商学部棟
- 経済学部棟
- 法学部棟
- 文学部棟
- 経済研究所棟
  - 創造都市研究科（募集停止）
  - 人権問題研究センター

- 都市研究プラザ
  - 証券研究センター

- 田中記念館 田中記念館
大阪市立大学の前身である大阪商業学校の卒業生で、大阪の実業家として教育振興に尽力した田中吉太郎（1876年（明治9年）- 1968年（昭和43年））からの寄贈により、1975年（昭和50年）7月に開館。国際会議やコンサート、留学生の集いなどに幅広く利用されている。
- 保健管理センター
- 河海工学実験場
- 第2学生ホール
- 第3学生ホール
- スポーツハウス
- 高原記念館
大阪市立大学が2005年（平成17年）に創立125周年を迎えたことを記念し、商学部の卒業生である高原慶一朗（ユニ・チャーム創業者）の寄贈によって建設された施設。1階の学友ホールでは、学生向けの就職イベントや企業説明会などが頻繁に行われている。
  - 地域連携センター
- 五代スクエア(五代友厚像とその周辺）五代友厚の銅像
大阪市立大学の前身となる大阪商業講習所を1880年に創設した五代友厚(1836～1885)の生誕180周年を記念して、2016年に大阪市立大学・同窓会が五代友厚像を建立した。五代友厚像は、商学部棟と経済学部棟の間に設置され、四季の花が咲く美しい庭園が整備され五代スクエアと称されている。2015年には、大阪市立大学は創設135年を迎えており、盛大な建立の祝賀パーティーが催された。
- 学生サポートセンター
- 本部棟
- 戦没学友の碑
- グラウンド
- プール
- 厩舎
- 陸上競技場
- 洋弓場
- 和弓場
- 第3合同部室棟
- 第4合同部室棟
- 第5合同部室棟
- 第6合同部室棟
- 第11合同部室棟

##### 旧教養地区
- 2号館
  - 都市健康・スポーツ研究センター
  - 複合先端研究機構

- 全学共通教育棟
  - 英語教育開発センター
  - 大学教育研究センター

- 4号館
- 基礎教育実験棟
- 第1学生ホール
- インキュベータ
  - URAセンター

- 大阪市立大学Global Village（グローバルビレッジ）
- ゲストハウス
- 人工光合成研究センター
- 共通研究棟
- 第1体育館
- 第2体育館
- 新武道場
- テニスコート
- 第1合同部室棟（老朽化のため2017年頃に使用停止、解体撤去後、2021年に旧第1合同部室棟及び旧第7合同部室棟跡地に新設）
- 第2合同部室棟
- 第7合同部室棟、第8合同部室棟、第9合同部室棟、第10合同部室棟（老朽化のため2017年頃に使用停止、解体撤去済み）

##### 理工地区
- 学術情報総合センター
  - 大学史資料室

- 理学部棟
  - 数学研究所

- 工学部棟
- 生活科学部棟
- 工作技術センター
- 生活科学部棟別館
  - 心理臨床室

- 理系共通実験棟

##### 附属施設

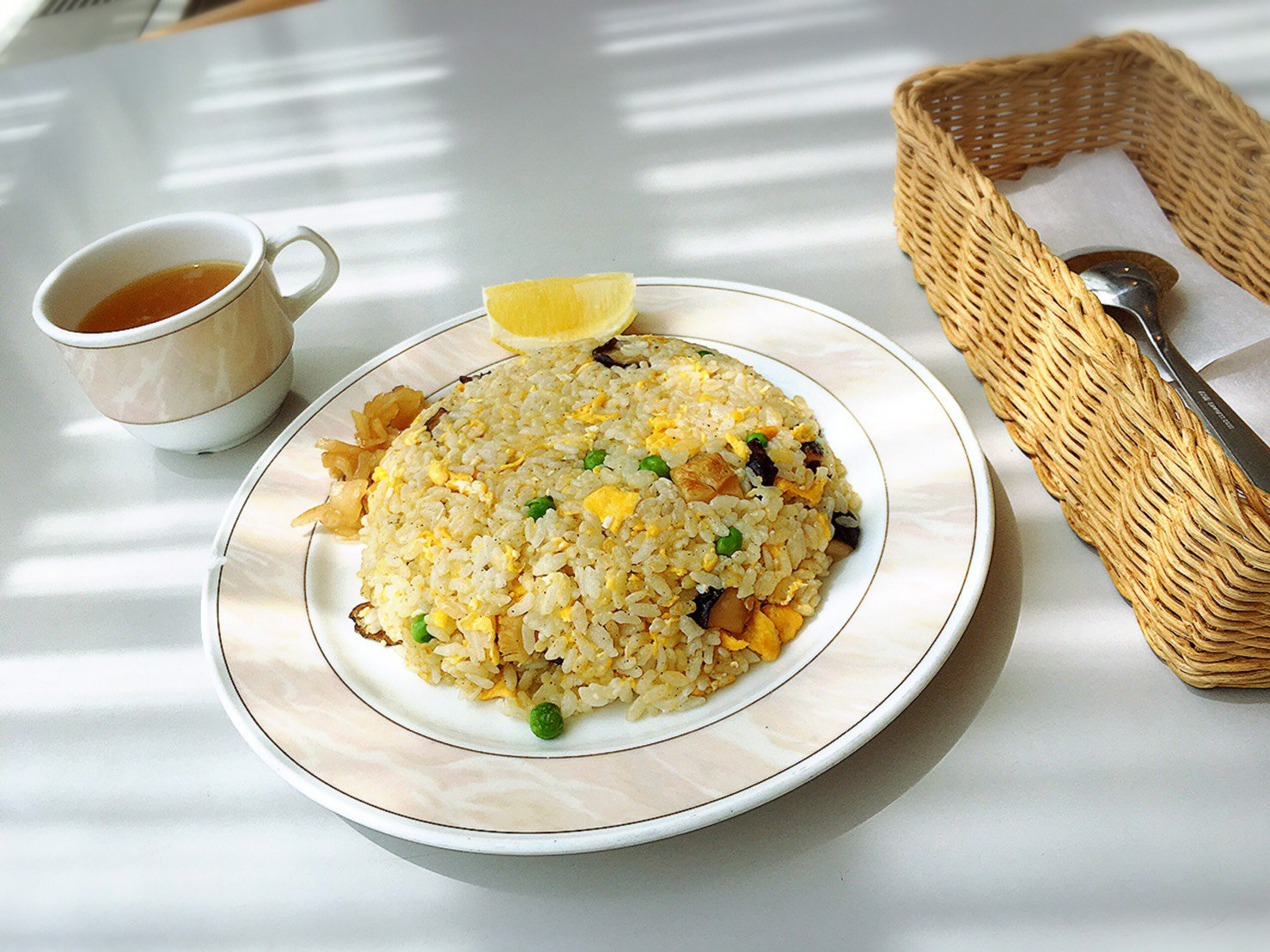
レモンライス

- 大学図書館
学術情報総合センター内に設けられている（現・大阪公立大学杉本図書館）。20万冊もの図書のほか、学術雑誌や国内外の新聞も展示。また、DVDやCD-ROM、VTRなどの電子的資料も豊富に取り揃えられている。貴重書や古文書も所蔵。施設内には、多くのPC端末も設置されており、さらに、グループ研究室や学生専用に設けられたグループ学習室もある。

なお、阿倍野キャンパスの医学分館（現・大阪公立大学阿倍野医学図書館）は、あべのメディックス(大阪市阿倍野区旭町1丁目2番7号)内の8階・9階にある。
- 北食堂
旧教養地区の第1学生ホールの1階に位置する。2009年10月に改修工事を行った。
- 南食堂
本館地区の第2学生ホールの1階に位置する。
- レストラン野のはなハウス
学術情報総合センターの1階に位置するレストラン。イタリアンをメインにカレー、和食、日替わりのAランチ、Bランチなど豊富なメニューを取り揃えている。2014年1月からレストランウィステリアの運営主体が「社会福祉法人野のはな」に変更。店名はしばらく「ウィステリア」であったが、後に「野のはなハウス」に変更。 レストランの運営は障がい者就労支援事業として実施されている。
- レストランめたせこいあレモンライス
田中記念館内に位置するレストラン。名物メニューの「レモンライス」は1975年（昭和50年）の開業時から2007年（平成19年）3月の閉店時までの32年間に亘り、喫茶店「憩務所 夏爐（けいむしょ かろ）」で提供されていたレモンライスのレシピを受け継いでいる。

#### 通路

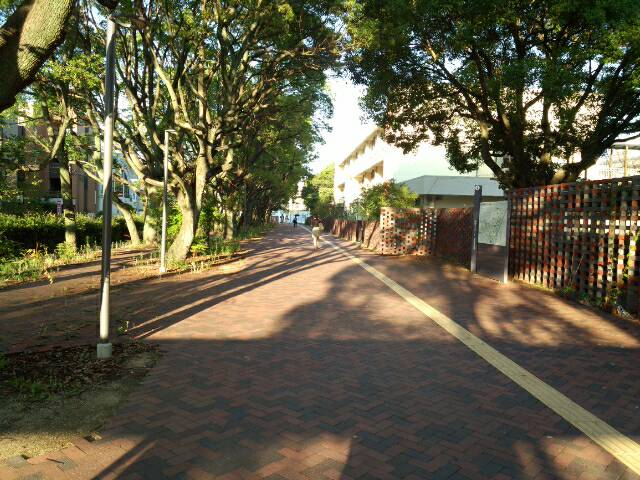
南部ストリート

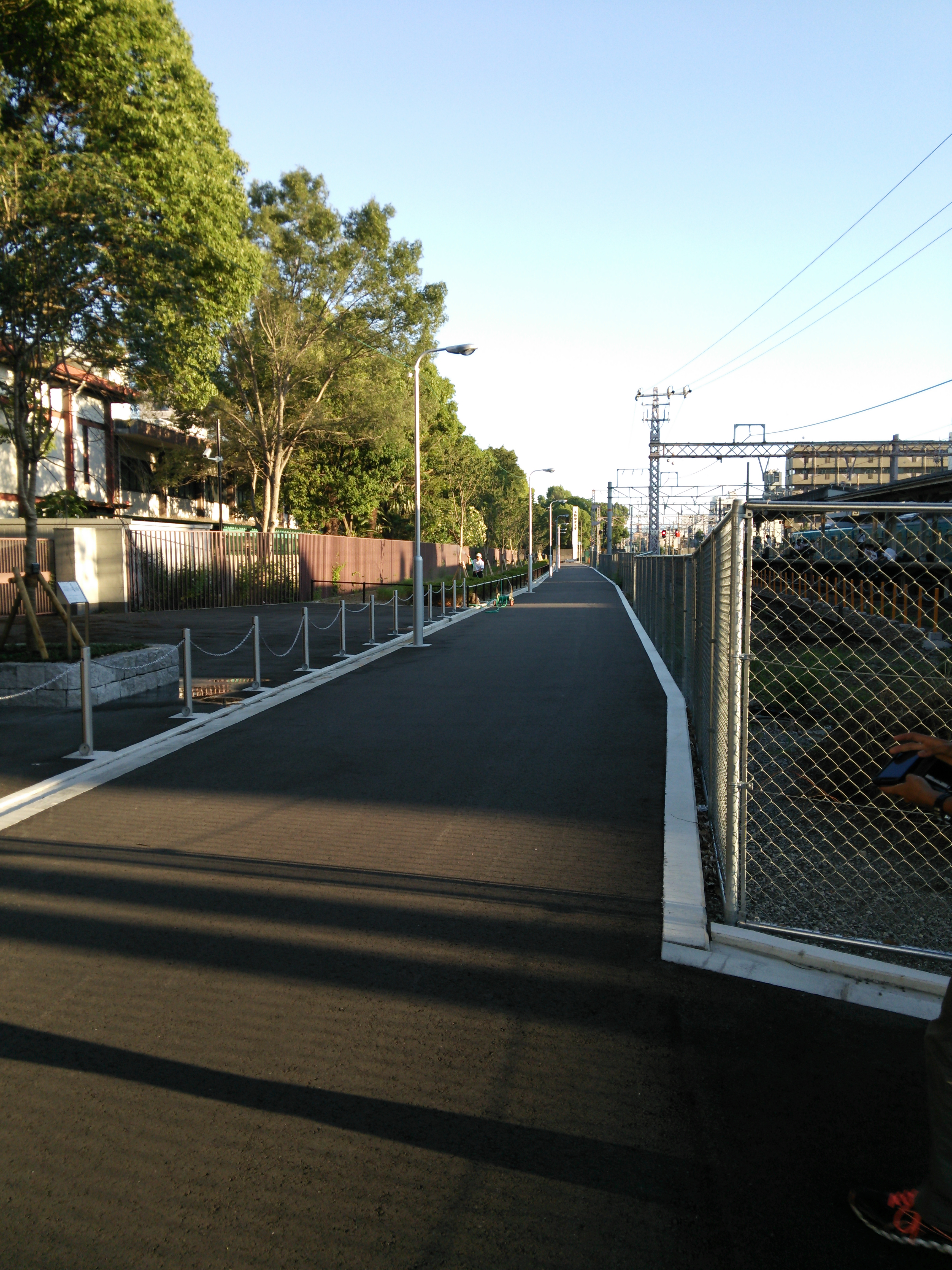
さくら通り

- 南部ストリート南部ストリート
2012年（平成24年）6月29日に開通。杉本町駅東改札の東側に位置し、生活科学部棟に沿って理学部棟へと東西につながる通路である。昭和初期モダニズム建築の意匠を取り入れた杉本門やクスノキ並木、透かし積みレンガが特徴。北西に位置する門は一般公募の結果「杉本門」と名称が決まった。名前の由来は大阪市立大学特別名誉教授南部陽一郎から[86][87]。

- さくら通りさくら通り
2013年（平成25年）4月に開通。杉本町駅東改札の西側に位置する。杉本町駅から理工地区に沿って本部地区へ南北につながる。通りには公益財団法人黒田緑化事業団の寄付により桜、コスモス、ツツジが植えられ、はばたけ夢基金の寄付からは桜が植えられている。

### 阿倍野キャンパス
- 使用学部：医学部（wikidata）
- 使用研究科：医学研究科、看護学研究科
- 附属施設：医学部附属病院
- 最寄駅：JR・地下鉄御堂筋線・谷町線天王寺駅、近鉄南大阪線大阪阿部野橋駅より徒歩10分

大阪市阿倍野区旭町1丁目に所在する。JR大阪環状線・大和路線を隔てて天王寺公園の南側に位置する。

### 梅田サテライト
- 使用学部：なし
- 使用研究科：都市経営研究科【改組後の新部局】、創造都市研究科【募集停止、改組前の旧部局】
- 附属施設：文化交流センター
- 最寄駅：JR大阪駅、阪神大阪梅田駅、地下鉄御堂筋線梅田駅・谷町線東梅田駅それぞれより徒歩5分、JR東西線北新地駅より徒歩1分、地下鉄四つ橋線西梅田駅より徒歩3分、阪急大阪梅田駅より徒歩8分

大阪市北区梅田1丁目に所在する。大阪駅前第2ビル6階。JR大阪駅とJR北新地駅の中間に位置する。

### 留学生・外国人研究者用宿舎
- 大阪市立大学国際交流宿舎（旧外国人留学生宿舎）
  - 所在地：堺市北区東上野芝町2丁438番地
  - 鉄筋コンクリート造4階建て（外観による）
  - うち留学生用居室部は、単身者用29室（定員――男子留学生14・女子留学生15）

## 対外関係

### 他大学との協定
- 第二次世界大戦前の旧制商大からの流れを汲む神戸大学（旧制神戸商業大学）と一橋大学（旧制東京商科大学）の間では毎年体育会系部活動や文科系ゼミの交流が行われている[88]。 これらの交流会やスポーツ対戦はいずれも「旧三商大柔道大会」などのように「旧三商大」という名称が使用されている。
- 大阪府立大学とは毎年クラブ別の競技大会が開催されている[89]。
- サンクトペテルブルク大学、ハンブルク大学、メルボルン大学、上海大学など大阪市の姉妹都市・友好都市に所在する大学と大学間の学術交流協定を結んでいる。
- 2007年4月、大阪府立大学と学術包括交流協定を結んだ。
- 2008年11月、大阪府立大学とともに関西大学と包括連携協定を結んだ。
- 2009年3月、横浜市立大学、名古屋市立大学と包括連携協定を結んだ。
- 2010年2月、一橋大学、神戸大学と“旧三商大”3大学間で教育交流に 関する協定を結んだ。
- 2018年10月、インドネシア大学と大学間学術協定を結んだ[90]。

## 司法試験合格率
大阪市立大学法科大学院は、司法試験合格率52.20%、全国の法科大学院中、第16位（平成17年-平成29年）。
平成30年司法試験では、合格率17.74%となった。
2021年（令和3年）の司法試験では、法科大学院別の合格者順位は同点23位（8人）であり、合格率は18.6%であった。

## 社会との関わり

### 大学発ベンチャー
2019年（令和元年）12月1日時点で19社の大阪市立大学発ベンチャー企業が設立されている。事業分野は医療・健康、電池・電子、自転車・自動車関連、地質・土壌調査、ナノテクノロジーなどである。

### 事件および不祥事

#### 大阪商大事件
大阪商大時代、第二次世界大戦中の1943年から1945年にかけて反戦・マルクス経済学の研究会を組織した教員・卒業生・学生らが検挙、投獄された事件。学問の自由に関わる重大事件として取り上げられる。

#### 教育課程講座ミス
2005年から2008年にかけて同大学工学部都市基盤工学科に入学した卒業生・在学生（当時）併せて70人について、同大学が、一級建築士試験の受験に必須となる、設計製図科目をカリキュラムに含めていなかったため、受験資格を取得できなくなっていたことが、2012年3月に判明した。同学科は、2005年に土木工学科から改称したものだが、この際に、設計製図科目を開講することを怠っていたためであるとしている。